# Alfa Romeo SZ
De Alfa Romeo SZ is een sportwagen van Alfa Romeo die werd gebouwd tussen 1989 en 1993.
Alfa Romeo werd in 1986 opgenomen in de Fiat groep, en had op dat moment behoorlijke imagoproblemen. Om het imago op te poetsen werd de link met de rijke sportwagengeschiedenis van Alfa Romeo aangehaald en werd eind jaren 1980 samen met Zagato een compromisloze sportwagen ontwikkeld.

## ES-30
Op de Autosalon van Genève 1989 stelde Zagato het eerste prototype voor van de SZ onder de naam ES-30, experimentele sportwagen met een 3,0 liter motor. Het ontwerp van de wagen kwam echter niet geheel van Zagato. Ook het Centro Stile van Alfa Romeo met Walter de'Silva en Alberto Bertelli en het Centro Stile van Fiat met Robert Opron werden aangesproken om de nieuwe sportwagen te ontwerpen. De grote lijnen van de SZ kwamen uiteindelijk van Robert Opron en Antonio Castellana. De wagen zag er controversieel uit en verschilde volledig van alle andere Alfa Romeo modellen uit die tijd, wat de SZ de bijnaam 'il mostro' (=het monster) opleverde.

## SZ
Alfa Romeo besloot om de ES-30 in productie te brengen en veranderde de naam naar SZ, verwijzend naar de Sprint Zagato's uit het verleden. De mechanische onderdelen, waaronder het verkorte onderstel, werden gebaseerd op de Alfa Romeo 75. Zagato stond in voor de assemblage. Slechts een duizendtal SZ's zouden worden geproduceerd, allemaal in het typische Alfa rood (Rosso Alfa) met een donkergrijs dak. De motor van de SZ is een 3,0 liter V6 met een maximaal vermogen van 210 pk en een koppel van 245 Nm. Het vermogen wordt via de achterwielen overgebracht naar het wegdek en zorgt voor een topsnelheid van ongeveer 250 km/u en een 0-100 km/u sprint van 7 seconden. De SZ werd tot 1991 geproduceerd.

## RZ
In 1992 brachten Alfa Romeo en Zagato de Roadster Zagato (RZ) op de markt. Een cabriolet versie van de SZ met nog steeds hetzelfde agressieve uiterlijk. Zagato zorgde voor de aanpassingen aan het ontwerp en gaf de RZ onder andere een nieuwe motorkap en voorbumper. De RZ was beschikbaar in rood, geel en zwart. Twee RZ's verlieten de fabriek in de kleur zilvergrijs. De bedoeling was om er 500 te produceren, maar uiteindelijk werden er slechts een genummerde oplage van 278 exemplaren geproduceerd door afgenomen vraag en economische omstandigheden begin jaren 90.